# Melissa Jayne Fawcett
Melissa Jayne Fawcett (Connecticut, 1960) és una escriptora i historiadora oficial mohegan (pequot), resident a Connecticut, i autora dels estudis The Lasting of the Mohegans (1995), Makiawisug : the gift of the little people (1997) i Medicine Trail The Life and Lessons of Gladys Tantaquidgeon (2000).